# Locomotion (chanson)
Pour les articles homonymes, voir Locomotion.
Ne doit pas être confondu avec The Loco-Motion.
Singles de Orchestral Manoeuvres in the Dark
Telegraph (en)
(1983) Talking Loud and Clear (en)
(1984)
Locomotion  est une chanson du groupe de new wave britannique Orchestral Manoeuvres in the Dark (OMD), sortie en 1984 comme premier single de l'album Junk Culture.

## Contexte et enregistrement
Locomotion est enregistrée pendant la dernière semaine passée par OMD aux studios AIR de Montserrat en 1984. L'arrangement initial contient une ligne de basse et de piano composée en partie par le manager du groupe Gordian Troeller. Les percussions, initialement enregistrées par Paul Humphreys à Montserrat, sont ensuite réenregistrées aux studios ICP à Bruxelles. Les cuivres sont ensuite ajoutés lors d'un mix aux studios Wisseloord de Hilversum.

## Parution et réception
Locomotion marque un changement d'orientation d'Orchestral Manoeuvres in the Dark vers un style orienté synthpop, initialement critiqué sur BBC Radio 1. En revanche, Tom Hibbert de l'émission Smash Hits déclare que le single permet à OMD de rebondir après l'échec commercial de l'album Dazzle Ships. Dans une critique publiée sur AllMusic, Dave Thompson se montre également élogieux, insistant sur la « légèreté de la mélodie, la gaieté des synthétiseurs, les claviers vertigineux et les harmonies effervescentes du groupe ».

## Classements
| Classement (1984)              | Meilleure position |
| ------------------------------ | ------------------ |
| Australie (ARIA)               | 30                 |
| Pays-Bas (Nederlandse Top 40)  | 5                  |
| Suisse (Schweizer Hitparade)   | 22                 |
| Royaume-Uni (UK Singles Chart) | 5                  |